# Synagoge (Hottenbach)

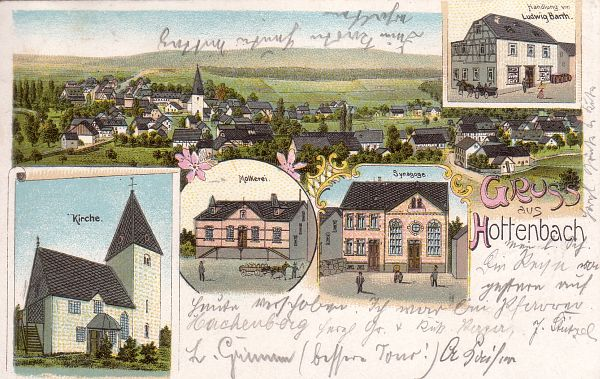
Ansichtskarte von Hottenbach mit Synagoge (um 1900)

Die Synagoge in Hottenbach, einer Ortsgemeinde im Landkreis Birkenfeld in Rheinland-Pfalz, wurde vermutlich in der Mitte des 19. Jahrhunderts erbaut. Die profanierte Synagoge befindet sich an der Ringstraße 45.

## Geschichte
Zwischen 1913 und 1927 wurde die Synagoge aufgegeben, da nicht mehr genügend jüdische Männer zur Erreichung der notwendigen Zehnzahl (Minjan) vorhanden waren. Das Synagogengebäude blieb jedoch im Besitz der jüdischen Gemeinde. 
Seit November 1937 bemühte sich die Gemeinde Hottenbach um den Kauf der Synagoge. Beim Novemberpogrom 1938 wurde das Gebäude durch SA-Männer demoliert. Die im Giebel befindlichen Gesetzestafeln wurden zerschlagen, Torarollen und Gebetbücher wurden geschändet. Während des Zweiten Weltkriegs wurde das Gebäude als Soldatenunterkunft und als Gefangenenlager zweckentfremdet.
Das Synagogengebäude kam nach 1945 an die jüdische Vermögensverwaltung, die es im Dezember 1949 an die Gemeinde Hottenbach verkaufte, von der es 1951 umgebaut wurde. 1981 kam das Gebäude in Privatbesitz und wurde zu einem Wohnhaus umgebaut.